# Dun Bharabhat (Great Bernera)
Dun Bharabhat (auch Dun Baravat) ist ein Broch, auf der Hebriden-Insel Great Bernera in Schottland. Er liegt an der Ostseite des Sees „Loch Bharabhat“ (auch Baravat genannt), westlich der in Barraglom beginnenden Verlängerung der Straße B8059.
Ein zweiter Broch namens Dun Bharabhat liegt auf der Bhaltos-Halbinsel auf Lewis and Harris, einige Kilometer westlich von Bernera.

## Beschreibung

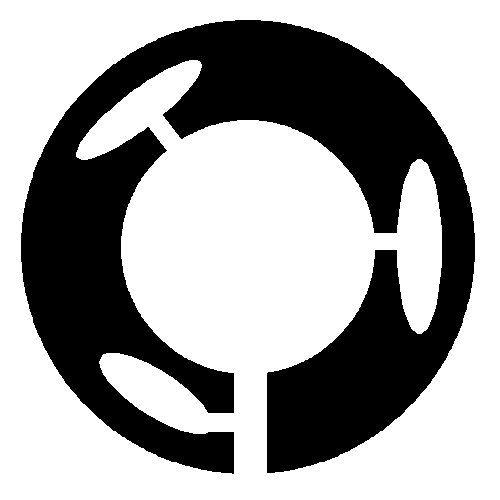
Prinzipskizze Grundriss eines Brochs

Great Bernera (schottisch-gälisch Beàrnaraigh) ist eine Insel voll felsiger Kuppen und dunkler Lochs (Seen), die über eine Brücke von Lewis aus zugänglich ist. Es gibt auf der Insel, direkt oberhalb der Brücke, vier Menhire (englisch Standing stones). Dun Bharabhat auf Bernera ist ein typisches Inseldun in einem Binnensee mit einem etwa 30 m langen Verbindungsdamm zum Ufer. Der eisenzeitliche Broch ist noch bis zu einer Höhe von drei Metern erhalten. Innerhalb der Wand liegt eine Galerie und das vorspringende Sims auf der Innenseite der Wand soll ein hölzernes Obergeschoss unterstützt haben. Der Eingang zu Inselduns ist normalerweise auf der dem Damm gegenüberliegenden Seite. Hier wird diese ursprüngliche Struktur durch ein späteres, vielleicht mittelalterliches Gebäude teilweise überlagert.